# ÁVO
ÁVO, ungerska Államvédelmi Osztály, vilket betyder statssäkerhetsavdelning, var en ungersk underrättelsetjänst och säkerhetspolis med mål att försvara kommunismen i landet. 1948 bytte organisationen namn till ÁVH, Államvédelmi Hatóság, myndigheten för statssäkerhet, även om myndigheten i folkmun fortsatte att kallas ÁVO.
ÁVO verkade mellan 1945 och 1956 med sovjetiska NKVD som förebild.
Organisationen bildades av sovjettränade kommunister som skickades av Stalin för att leda landet. ÁVO:s styrka var ca 48 000 man, flera var tidigare medlemmar i nazistiska Pilkorsrörelsen. ÁVO använde sig av ett stort antal angivare, både frivilliga och påtvingade. Liksom NKVD använde sig ÁVO flitigt av tortyr för att tvinga fram erkännanden av verkliga eller påstådda brott.
Organisationen upplöstes vid Ungernrevolten. I huvudkvarteret som befann sig vid Stalinavenyn 60, nuvarande Andrássyavenyn i Budapest finns nu ett museum Terrorns hus.
Efter att myndigheten upplöstes 1956 skapades en ny säkerhetstjänst under ledning av inrikesministeriet, denna säkerhetspolis verkade under återstoden av Folkrepubliken Ungerns existens men hade betydligt mindre maktbefogenheter än sin föregångare.

## Utredning av mordet på Raoul Wallenberg
ÁVO blev uppmärksammat i Sverige under våren 1953 då myndigheten tillkännagav att man utredde försvinnandet av den svenske diplomaten Raoul Wallenberg, som försvann den 17 januari 1945 i samband med Röda arméns intåg i Budapest. Wallenberg greps sannolikt av sovjetiska styrkor den 17 januari 1945 och sattes i rysk fångenskap där han avled ett par år senare. ÁVO menade emellertid att Sovjetunionen var oskyldig till Wallenbergs försvinnande och att han istället mördades av en grupp militanta sionister. Ett stort antal personer greps anklagade för att vara inblandade i det påstådda mordet, bland annat flera av de personer som sist såg Wallenberg i livet greps och tvingades vittna om att detta var sant efter att först ha torterats. Den huvudmisstänkte i ÁVOs utredning var Miksa Domonkos, en framstående judisk ledare i Ungern, och förberedelser inleddes för en skenrättegång mot Domonkos och flera av hans påstådda medkonspiratörer. Rättegången skulle äga rum i Moskva men i samband med Stalins och Lavrentij Berias respektive död under 1953 avbröts utredningen och förberedelserna inför rättegången stoppades. Alla som arresterats släpptes senare, den huvudmisstänkte Miksa Domonkos avled en kort tid efter att ha släppts i sviterna av den tortyr han utsatts för under tiden han satt fängslad.